# Zygophlebius zebra
Zygophlebius zebra är en insektsart som först beskrevs av Brauer 1889.  Zygophlebius zebra ingår i släktet Zygophlebius och familjen Psychopsidae. Inga underarter finns listade i Catalogue of Life.